# 허란산우는토끼
허란산우는토끼 또는 은빛우는토끼(Ochotona argentata)는 우는토끼과에 속하는 포유류의 일종이다. 중국의 토착종으로 허란산(賀蘭山) 지역에서 제한적으로 발견된다. IUCN의 멸종위급종(Critically Endangered)으로 등록되어 있다. 허란산피카 또는 은빛피카로도 불린다.